# Scouten Brook
Scouten Brook ist ein Zufluss des Mehoopany Creek im Wyoming County, Pennsylvania. Er hat eine Länge von 3,5 km und verläuft vollständig in der Forkston Township. Das Einzugsgebiet des Gewässers hat eine Fläche von 6,9 km2. Der Bach ist als Kaltwasserfischgewässer eingestuft, in dem Forellen heimisch sind. Er ist einer der fünf größeren Bäche am South Mountain.

## Lauf
Scouten Brook entspringt etwa 268 m über dem Meeresspiegel am South Mountain in der Forkston Township. Über einige hundert Meter folgt der Bach einer nordnordwestlichen Richtung, bevor er in ein Tal eintritt und etwa anderthalb Kilometer nach Nordwesten fließt. Dann mündet von rechts ein nicht benamter Bach ein. Der Scouten Brook fließt dann einige hundert Meter lang nach Westnordwesten und dann über einige hundert Meter nach Westen, verlässt das Tal und kreuzt die Windy Valley Road, bevor er seine Mündung in den Mehoopany Creek erreicht. Die Mündung des Scouten Brook liegt etwa 289 m über dem Meeresspiegel.
Scouten Brook mündet 16,3 km nördlich von dessen eigener Mündung in den Mehoopany Creek.

## Geographie
Scouten Brook ist einer von fünf größeren Bächen, die einen breiten Berg entlang des Mehoopany Creek gliedern. Dieser Berg ist der South Mountain, und der Scouten Brook ist der am weitesten flussabwärts gelegene davon. Der Forkston Mountain liegt in der Nähe des Gewässers. Ende des 19. Jahrhunderts wurde in einem Teil des Quellgebietes Kohlestaub gefunden.
Das Einzugsgebiet des Scouten Brook hat eine Fläche von 6,9 km2. Die Mündung liegt etwa 3 km südlich von Forkston.
Ein Bestand von Forellen erhält sich natürlich im Scouten Brook. Das Gewässer ist als Kaltwasser-Fischgewässer klassifiziert.
Seit 2000 wurde am Scouten Brook ein Bachuferstabilisierungsprojekt durchgeführt.

## Belege
1. 1 2  Scouten Brook. In: Geographic Names Information System. United States Geological Survey, United States Department of the Interior, abgerufen am 25. Juli 2017 (englisch).
2. ↑  United States Geological Survey (Hrsg.): The National Map Viewer.  [Karte]. (englisch, nationalmap.gov [abgerufen am 25. Juli 2017]).
3. ↑  Pennsylvania Gazetteer of Streams. (PDF) 2. November 2001, S. 126, abgerufen am 25. Juli 2017 (englisch).
4. ↑  forkston.jpg. United States Geological Survey, 1987, abgerufen am 25. Juli 2017 (englisch).
5. ↑  Israel Charles White: The Geology of the Susquehanna River Region in the Six Counties. Band 25, 1883, S. 406–407 (englisch, google.com [abgerufen am 25. Juli 2017]).
6. ↑  Pennsylvania Fish and Boat Commission: Pennsylvania Wild Trout Waters (Natural Reproduction) - May 2017. (PDF) Mai 2017, S. 96, abgerufen am 25. Juli 2017 (englisch).
7. ↑  Pennsylvania Environmental Council, Wyoming County Office of Community Planning, Mehoopany Creek Watershed Association: Mehoopany Creek and Little Mehoopany Creek Watersheds Rivers Conservation Plan. (PDF) 31. März 2007, S. 17, abgerufen am 25. Juli 2017 (englisch).
8. ↑  Mehoopany Creek Watershed Association: Newsletter. (PDF) 2013, S. 1, abgerufen am 25. Juli 2017 (englisch).